# Fuego (песма Елени Фуреире)
 (срп. Ватра) је песма којом је певачица Елени Фуреира представљала Кипар на Песми Евровизије 2018. године у Лисабону, Португал. Песма се у финалу пласирала друга са 436 бодова, 93 бодова ниже од победничке песме Toy. Овај пласман је најбољи пласман Кипра остварен на Песми Евровизије.
Назив песме објављен је 25. јануара 2018, а сама песма је објављена 9. марта исте године.
Песму су написали Алекс Папаконстатиноу, Гералдо Сандел, Виктор Свенсон, Андерз Вретов и Дидрик.

## Песма Евровизије
25. јануара објављено је да ће грчко-албанска певачица Елени Фуреира представљати Кипар на Песми Евровизије 2018. године. Међутим, ова објава није од стране Кипарског емитера и није била званична. 1. фебруара исте године CyBC је потврдио да ће Елени Фуреира представљати Кипар са песмом Fuego. На такмичењу у Лисабону 8. маја пласирала се у финале из првог полуфинала заузевши друго место са 262 бодова. У финалу 12. маја заузима 2. место са добијених 436 бодова, што је најбољи пласман Кипра до сада.

## Позиције у свету
| Позиционар (2018)       | Позиција |
| ----------------------- | -------- |
| Аустрија ()             | 35       |
| Белгија ()              | 18       |
| Француска ()            | 70       |
| Немачка ()              | 81       |
| Грчка ()                | 1        |
| Ирска ()                | 50       |
| Холандија ()            | 96       |
| Норвешка ()             | 24       |
| Шкотска ()              | 30       |
| Шпанија ()              | 9        |
| Шведска ()              | 15       |
| Швајцарска ()           | 46       |
| Уједињено Краљевство () | 64       |

## Историја издавања
| Регија | Датум        | Формат               | Издавачка кућа |
| ------ | ------------ | -------------------- | -------------- |
| свет   | 9. март 2018 | дигитално преузимање | /              |